# Пајсије Величковски
Свети Пајсије Величковски (Полтава, 21. децембар 1722 — Манастир Њамц, 15. новембар 1794) је православни светитељ, јеромонах и преводилац из 18. века. Познат је по преводу дела Светих Отаца.

## Биографија
Рођен је 21. децембра 1722. године у граду Полтава у украјинској породици архијереја Јована. Пре монашења носио је име Петар. Студирао је на Богословском факултету у Кијеву. После 3 године, вратио се кући и рекао својој мајци о намери да напусти школу и оде у манастир што она није одобрила.
Ипак након неколико година замонашио се у манастиру у близини Медведовска узевши име Платон.
Лутајући у потрази за духовником који би могао да га подучава духовном животу, Пајсије је пропутовао сву Јужну Русију и Румунију. Своје трагање је окончао на Светој гори. 
Пајсије је својеручно преписао многе светоотачке књиге о духовном животу. Пајсије је преписивао књиге, стојећи за сталком за читање Јеванђеља да би, на тај начин, предупредио дремеж и губљење умне сабраности. Он је, на тај начин, развио дубоко разумевање духовнога живота. 
Тако, у светогорској дивљини изникла је монашка заједница, која је изабрала монаха Пајсија за свог духовника. Број монаха који су се сабрали око Пајсија је, временом, толико нарастао да је он одлучио да оснује још један манастир, али сада у Румунији. Пајсије је повео са собом неколико ученика и основао нови манастир у дивљини Молдавије на северу Румуније. Манастир је све више растао тако да су Пајсијеви монаси, временом, калиграфски преписали велики број ретких духовних списа. Захваљујући том Пајсијевом саможртвеном подвигу свет је добио чувени зборник светоотачких поука о духовном животу познат под именом Филокалија или Добротољубље.
Умро је 1794. године у дубокој старости.